# 武者小路千家
武者小路千家（むしゃこうじせんけ）是茶道流派之一。繼承千利休家督的本家表千家、分家的武者小路千家和裏千家併稱三千家。現在，官休庵（かんきゅうあん）可以指武者小路千家的茶室和財團法人官休庵。宗家位在京都市上京區武者小路通小川東入，此所在地是武者小路千家之名的由來。

## 許狀
「許狀」是學習的書面許可，和含有實力認定的「免狀」「免許」「段位」等不同。
| 許狀   | 概要 |
| ------ | ---- |
| 的傳   |      |
| 小習   |      |
| 唐物   |      |
| 準教授 |      |
| 茶通箱 |      |
| 台天目 |      |
| 盆點   |      |
| 教授   |      |
| 正教授 |      |
| 亂れ   |      |
| 十德   |      |

## 歷代家元
千利休過世後，繼承傍系少庵（後妻之子）之後的宗旦在京都構築宅邸，讓三男・宗左繼承千家家督，成為本家的表千家，次男宗守・四男宗室自立為武者小路千家・裏千家，此為三千家之始。各家以利休為初代家元。武者小路千家的傳統是家元承襲一翁之諱「宗守」，家元後嗣稱作「宗屋」，隱居後承襲元伯之諱「宗安」。
| 代   | 道號法諱 | 齋號   | 生没年                  | 備考                               |
| ---- | -------- | ------ | ----------------------- | ---------------------------------- |
| 初   | 利休宗易 | 抛筌齋 | 1522年- 1591年2月28日   |                                    |
| 二   | 少庵宗淳 |        | 1546年- 1614年10月10日  | 利休之後妻宗恩之子、女婿           |
| 三   | 元伯宗旦 | 咄々齋 | 1578年- 1658年12月19日  |                                    |
| 四   | 一翁宗守 | 似休齋 | 1593年- 1675年12月19日  |                                    |
| 五   | 文叔宗守 | 許由齋 | 1658年- 1708年閏1月22日 |                                    |
| 六   | 真伯宗守 | 靜々齋 | 1693年- 1745年3月28日   |                                    |
| 七   | 堅叟宗守 | 直齋   | 1725年- 1782年2月6日    | 九條家之臣、嵯峨家出身之養子       |
| 八   | 休翁宗守 | 一啜齋 | 1763年- 1838年4月16日   | 直齋之門人                         |
| 九   | 仁翁宗守 | 好々齋 | 1795年- 1835年1月22日   | 裏千家9代不見齋石翁之子            |
| 十   | 全道宗守 | 以心齋 | 1830年- 1891年4月14日   | 久田宗也之子、表千家10代吸江齋之弟 |
| 十一 | 一叟宗守 | 一指齋 | 1848年- 1898年12月12日  | 表千家10代吸江齋之子               |
| 十二 | 聽松宗守 | 愈好齋 | 1889年- 1953年7月21日   | 久田宗悅之子                       |
| 十三 | 德翁宗守 | 有隣齋 | 1913年- 1999年8月19日   | 女婿                               |
| 十四 | 宗守     | 不徹齋 | 1945年-                 | 當代                               |

## 外部連結
- 武者小路千家・官休庵 （页面存档备份，存于）